# Kapitalschnitt
Als Kapitalschnitt wird in der Betriebswirtschaftslehre und im Gesellschaftsrecht die Kombination einer vereinfachten Kapitalherabsetzung mit einer gleichzeitigen Kapitalerhöhung bezeichnet.

## Allgemeines
Der Kapitalschnitt ist in der Unternehmenskrise einer Kapitalgesellschaft (Aktiengesellschaft (AG), GmbH oder Europäische Gesellschaft) eine Sanierungsmaßnahme, bei der das Grund- bzw. Stammkapital oftmals auf „null“ herabgesetzt wird, um dadurch neue und unbelastete Geschäftsanteile zu schaffen, die für sanierungsbereite neue Gesellschafter attraktiver sind. Ob die gleichzeitige Kapitalerhöhung das gesetzlich vorgesehene Mindestkapital erreichen muss, hängt vom Sitzland der Kapitalgesellschaft ab, in welchem der Kapitalschnitt erfolgen soll.

## Arten
Zu unterscheiden ist in Deutschland der Kapitalschnitt bei der AG und der GmbH:
- Bei der AG wird die Kapitalherabsetzung aus § 222 AktG mit der Kapitalerhöhung aus Gesellschaftsmitteln nach den §§ 182 ff. AktG kombiniert. Handelt es sich um einen Kapitalschnitt bei der ordentlichen Kapitalherabsetzung (§§ 222 AktG, § 228 AktG), sind die strengen Vorgaben des Gläubigerschutzes aus § 225 AktG zu beachten. Wird der Kapitalschnitt bei einer vereinfachten Kapitalherabsetzung durchgeführt (§§ 229 Abs. 3, § 228 AktG), so setzt diese eine Sanierungssituation voraus (§ 229 Abs. 1 AktG).[2]
- Bei der GmbH erfolgt die ordentliche Kapitalherabsetzung aus § 58 GmbHG in Verbindung mit der Kapitalerhöhung aus den § 55 ff. GmbHG[3], wobei die sich bei der GmbH meldenden Gläubiger, die der Herabsetzung nicht zustimmen, wegen der erhobenen Ansprüche zu befriedigen oder sicherzustellen sind. Die vereinfachte Kapitalherabsetzung nach § 58a GmbHG setzt Wertminderungen oder sonstige Verluste voraus und ist nur zulässig, nachdem der Teil der Kapital- und Gewinnrücklagen, der zusammen über 10 % des nach der Herabsetzung verbleibenden Stammkapitals hinausgeht, vorweg aufgelöst sein muss. Sie ist nicht zulässig, solange ein Gewinnvortrag vorhanden ist. Die Ausschüttungssperre nach § 58d GmbHG ist zu beachten.

Die Kapitalerhöhung muss in beiden Fällen das gesetzliche Mindestkapital erreichen.

## Beispiel
Die X-AG hat ein Grundkapital von 100.000 €, ein Aktivvermögen von 150.000 €, Gewinnrücklagen von 25.000 € und Verbindlichkeiten von 100.000 €. Die Bilanz sieht dann folgendermaßen aus:
| Aktiva    | Passiva                                   | Betrag    |
| --------- | ----------------------------------------- | --------- |
| 150.000 € | Grundkapital (§ 266 Abs. 3 A.I. HGB)      | 100.000 € |
|           | Gewinnrücklagen (§ 266 Abs. 3 A.III. HGB) | 025.000 € |
|           | Jahresfehlbetrag (§ 266 Abs. 3 A.V. HGB)  | −75.000 € |
|           | Verbindlichkeiten (§ 266 Abs. 3 C. HGB)   | 100.000 € |

Würde das Grundkapital nun um 50.000 € erhöht, wäre dieses frische Vermögen voll zur Begleichung des Jahresfehlbetrags erforderlich; die neuen Gesellschafter würden also mit den alten Verbindlichkeiten belastet.
Durch den Kapitalschnitt werden dagegen zunächst das Grundkapital herabgesetzt und die Gewinnrücklagen aufgelöst, um den zum Ausgleich des Fehlbetrags erforderlichen Betrag in den Posten A.V. umbuchen zu können. Danach stellt sich die Bilanz so dar:
| Aktiva    | Passiva                                   | Betrag    |
| --------- | ----------------------------------------- | --------- |
| 150.000 € | Grundkapital (§ 266 Abs. 3 A.I. HGB)      | 050.000 € |
|           | Gewinnrücklagen (§ 266 Abs. 3 A.III. HGB) | 00 €      |
|           | Jahresfehlbetrag (§ 266 Abs. 3 A.V. HGB)  | 00 €      |
|           | Verbindlichkeiten (§ 266 Abs. 3 C. HGB)   | 100.000 € |

Der Jahresfehlbetrag ist bereinigt, das Grundkapital herabgesetzt. Erfolgt nun eine Kapitalerhöhung um 50.000 €, wird das Grundkapital auf die frühere Höhe zurückgeführt. Diese Kapitalerhöhung ist für neue Gesellschafter jetzt attraktiv, weil die Bilanz nicht mehr mit Verlusten belastet ist. Zudem bindet ein Grundkapital von 100.000 € weniger Vermögen als eines von 150.000 €, das ohne vorherige Herabsetzung entstanden wäre.

## International
In Art. 77 Abs. 1 Richtlinie (EU) 2017/1132 vom 14. Juni 2017 über bestimmte Aspekte des Gesellschaftsrechts wird für die EU-Mitgliedstaaten klargestellt, dass das Mindestkapitalerfordernis prinzipiell auch bei der Kapitalherabsetzung zu beachten ist, so dass das gezeichnete Kapital nicht unter das festgelegte Mindestkapital herabgesetzt werden darf. Art. 77 Abs. 2 der Richtlinie gestattet den EU-Mitgliedstaaten allerdings einen Kapitalschnitt zuzulassen, wobei das nationale Recht auch eine Absenkung unter das Mindestkapital erlauben darf unter der Bedingung, dass das gezeichnete Kapital auf einen Betrag erhöht wird, der zumindest dem Mindestkapital entspricht.
In Österreich ist dagegen eine Kapitalherabsetzung unter das gesetzliche Mindestkapital bei einer Aktiengesellschaft möglich, sofern diese durch eine zugleich mit der Kapitalherabsetzung beschlossene Kapitalerhöhung wieder ausgeglichen wird (§ 181 AktG). Hierdurch wird verlangt, dass eine Kapitalherabsetzung mit einer gleichzeitigen Kapitalerhöhung zu erfolgen hat, also ein Kapitalschnitt erfolgen muss.
In der Schweiz ist der Kapitalschnitt auch als „Harmonika“ bekannt. Wird das Aktienkapital herabgesetzt und gleichzeitig wieder auf mindestens den bisherigen Betrag erhöht (Kapitalschnitt), sind aufgrund des fehlenden Vermögensabflusses die Gläubigerschutzvorschriften des Kapitalherabsetzungsrechts nicht einzuhalten. Bereits in der ersten gesetzlichen Bestimmung zur Kapitalherabsetzung wird der Kapitalschnitt erwähnt: „Beabsichtigt eine Aktiengesellschaft, ihr Aktienkapital herabzusetzen, ohne es gleichzeitig bis zur bisherigen Höhe durch neues, voll einzubezahlendes Kapital zu ersetzen, so hat die Generalversammlung eine entsprechende Änderung der Statuten zu beschließen“ (Art. 732 Abs. 1 OR). Dabei wird durch die Herabsetzung der Verlust beseitigt, durch die Wiedererhöhung soll sodann die weitere Geschäftstätigkeit finanziert werden.

## Wirtschaftliche Aspekte
In der Praxis wird eine Kapitalerhöhung gegen Einlagen (effektive Kapitalerhöhung) oft erst dadurch attraktiv, weil ohne vorgeschaltete Korrektur der Grundkapitalziffer (nominelle Kapitalherabsetzung) das frische Kapital zur Deckung früherer Verluste gebunden wäre.
Bei einem Kapitalschnitt ist der Umfang einer Kapitalherabsetzung keineswegs gleichgültig, weil er im Zusammenhang mit der gleichzeitig vorgesehenen effektiven Kapitalerhöhung gesehen werden muss. Je stärker das Grund- oder Stammkapital herabgesetzt wird, desto höher ist der Anteil, den die Altaktionäre im Vergleich zu den Neuaktionären am Verlust tragen müssen, und umso höher fällt der Verwässerungseffekt aus, den die Altaktionäre im Vergleich zu den Neuaktionären erleiden. Durch die nominelle Herabsetzung des Grundkapitals wird die Schwelle der Ausschüttungssperre der aktienrechtlichen Kapitalerhaltung (§§ 57, 233 AktG) herabgesetzt.